# Петльова квантова гравітація
Петльова квантова гравітація — найбільш розроблена квантова теорія гравітації.

## Історія виникнення

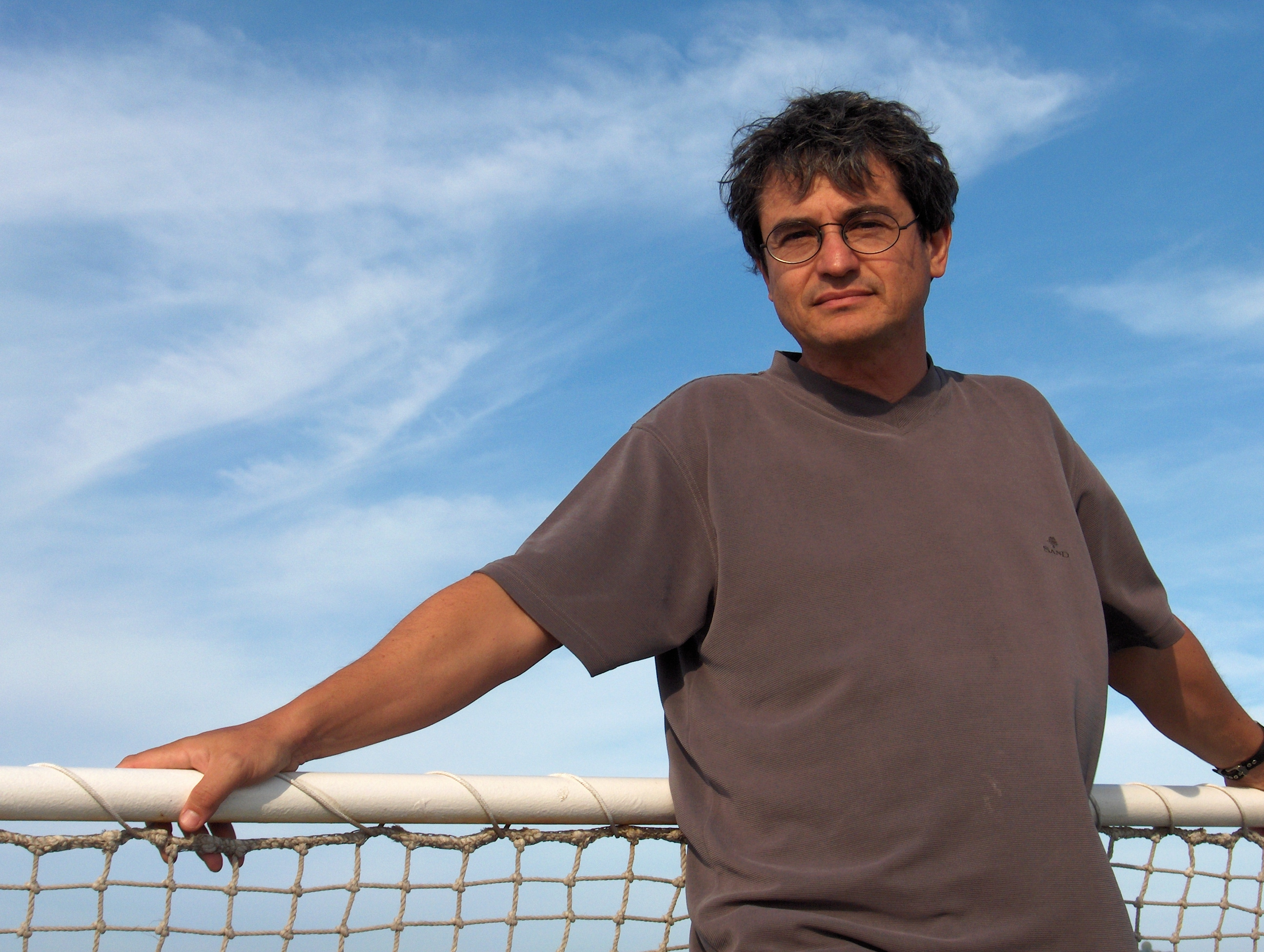
Карло Ровеллі

Родоначальниками петльової квантової теорії гравітації в 80-ті роки XX століття є Лі Смолін (Lee Smolin), Абей Аштекар (Abhay Ashtekar), Тед Джекобсон (Ted Jacobson) і Карло Ровеллі. Відповідно до цієї теорії, простір і час складаються з дискретних частин. Ці маленькі квантові комірки простору певним способом з'єднані одна з одною, так що на малих масштабах часу та простору вони створюють дискретну структуру простору, а на великих масштабах плавно переходять у неперервний, гладкий простір-час.

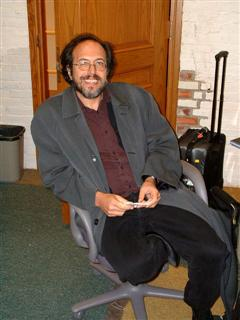
Лі Смолін

Хоча багато космологічних моделей можуть описати поведінку Всесвіту лише від Планківського часу після Великого вибуху, петльова квантова гравітація може описати сам процес вибуху, і навіть зазирнути в час до нього.

## Загальна інформація

### Квантування загальної теорії відносності та дискретність простору-часу
Петльова квантова гравітація поєднує у собі елементи Загальної теорії відносності та квантової механіки. Цього можна було досягти квантуванням основного рівняння ЗТВ, при якому тензор енергії-імпульсу матерії став квантовим оператором. Для цього треба було відмовитись від поняття неперервно гладкого простору-часу. При зведенні ЗТВ з квантовою механікою використали два найважливіших принципи ЗТВ:
- Незалежність від оточення. Цей принцип постулює залежність геометрії простору-часу від структурних систем, що у ньому дислокуються, а не навпаки. Фізичні процеси та величини структурних систем змінюють геометрію простору-часу. Таким чином, щоб визначити геометрію простору-часу, треба розв'язати рівняння, що враховують значення маси та енергії (у ЗТВ). Таким чином, геометрія простору-часу не є фіксованою. Тобто, як наслідок цього, квантування ЗТВ методом розкладання неприйнятне.
- Дифеоморфна інваріантність. Незалежність тіла від його математичного положення у просторі — координат. Точка задається не особливими координатами у просторі, а фізичними процесами, що у ній протікають.

Якщо об'єднати обидва принципи зі стандартними методами квантової механіки (непертурбативний гамільтоніан та метод інтеграла вздовж шляхів), можна отримати математичну мову, що дозволяє шляхом обчислень перевірити квантованість простору. При проведенні обчислень виявилося, що простір квантований. Таким чином, головні об'єкти ПКГ — квантові комірки простору. На відстанях, близьких до Планківських, комірки дискретні, на відстанях макросвіту вони утворюють гладкий простір-час — при значенні розподілення енергії, далекому від значення розподілення енергії при початковій сингулярності, поле, що створюють ці комірки, зумовлює формування гладкого простору.
Іншими словами, через просторову дифеоморфну інваріантність метод квантування у ПКГ не працює для звичайних Пуанкаре-інваріантних квантових теорій поля. Цей метод заснований не на фоківському просторі, а на певному уявленні алгебри петльових спостережуваних Вільсона, яка допускає строге формулювання теорії, що включає точне унітарне зображення групи просторових дифеоморфізмів. У результаті через вимогу, що оператори конструюються за допомогою процедури регуляризації, яка зберігає дифеоморфну інваріантність у стані, коли оператор видалений, зникає багато потенціальних розбіжностей.
А невдача ЗТВ як пертурбативної теорії у ПКГ пояснюється тим, що у петльовому квантуванні немає ступенів свободи гравітонів або інших пертурбативних квантів з довжиною хвилі, меншою, ніж планківський масштаб. Ультрафіолетові розбіжності ж зникають завдяки коректному квантуванню, яке точно реалізує просторову дифеоморфну інваріантність та накладає ультрафіолетове обрізання на фізичний спектр лінії.

#### Відображення геометрії Простору-часу у ПКГ

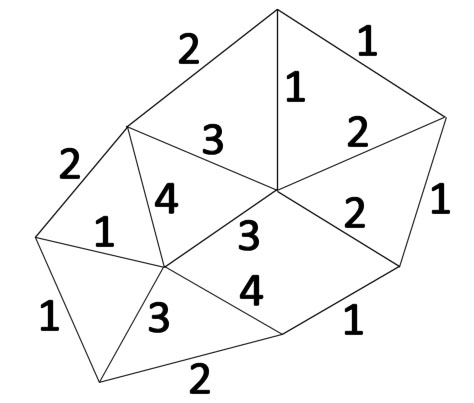
Проста спінова сітка, яка використовується у ПКГ

Якщо представити у вигляді графів можливі квантові стани комірок (один квантовий стан відповідає одному графу), то можна графічно показати детермінованість положення ребер графа фізичними величинами вузлів (квантових комірок), які з'єднуються ребрами. Ці графи та вузли створюють спінову сітку. При переміщенні фізичних величин спіновою сіткою відбуваються дискретні трансформації (як і аналогічні ситуації в ЗТВ). Дискретні трансформації спінової сітки квантовані, і квант трансформації називається кроком. Якщо також ввести концепцію простору-часу у ПКГ (застосувати метод інтеграла вздовж шляхів), спінова сітка перетворюється на спінову піну — сітка стає двовимірною, а вузли розтягуються у лінії. У такому випадку, роль дискретних змінних спінового поля грають лінії вузлів. Оскільки час також є фактором формування спінової піни, то квантованість передається і часу. Усі динамічні зміни поля, що зумовлені фізичними величинами вузлів, формують кванти часу — близько 10−43 с.
На більш макрологічному рівні частинки відповідають деяким вузлам, а поля — маркерам на рівні графа. Роль паралельного переносу здійснюють петлі Вільсона — матриці паралельного переносу вздовж замкнутої кривої. При їхньому переході утворюється квантовий оператор, який визначає петльовий стан.

### ПКГ та початкова сингулярність
За ПКГ, початкової сингулярності можна уникнути при квантуванні простору-часу.
Якщо у цілому енергія фундаментальних взаємодій нульова на масштабах Всесвіту, то при стисканні матерії до розміру одного кванта простору (колапсі) відбувається взаємокомпенсація енергії у міру суперпозиції квантів простору, комплементарних один одному. Утворюється первинний вакуум, але сингулярність, з відсутньою можливістю застосування до неї квантових ефектів, зникає. При цьому виникають геометричні квантові ефекти розширення, і відбувається Великий вибух.

### ПКГ та чорні діри
Ентропія горизонту подій чорних дір пояснюється поняттями статистичної механіки простору станів (спінової сітки), пов'язаних зі ступенями свободи (квантовою суперпозицією) на горизонті подій. Обчислення ентропії відбувається при включенні параметра Аймірзі — вільного параметра, який помічає одновимірну сукупність інтерпретацій спінової сітки.
На основі цього, наближені обчислення дають спектр випромінювання Гокінга та виявляють його тонку структуру. Але спектр випромінювання стає неперервним у масштабі маси чорної діри.
Ці обчислення і є описом квантової геометрії чорної діри, що включає також її гравітацію.

## Спільне та відмінне у петльовій квантовій гравітації та теорії струн
Як і теорія струн, петльова квантова гравітація квантує ЗТВ. При цьому у цих двох теорій є схожості, особливо у математичному описі простору. Проте, через різні шляхи рішення питання пертурбативності перенормування ЗТВ, ці теорії мають такі відмінності, які і визначають різні постулати.

### Схожості петльової квантової гравітації та теорії струн
Схожості двох теорій насамперед полягають у спільних постулатах:
- Фундаментальна теорія не є звичайною Пуанкаре-інваріантною локальною теорією поля.
- Фундаментальні збудження як протяжні об'єкти. Ці об'єкти включають одновимірні збудження та двовимірні мембраноподобні збудження.
- Дуальність — одновимірні збудження інтерпретуються як кванти електричного потоку неабелевої калібрувальної теорії, збудження великих розмірностей — як дуальні структури у вигляді параметрів електричних та магнітних потоків більших розмірностей.

### Відмінності петльової квантової гравітації та теорії струн
Одною із найважливіших відмінностей теорії струн від петльової квантової гравітації є розгляд пертурбативного перенормування ЗТВ у квантову теорію поля. У теорії струн використовувались два постулати теорії збурень:
- Простір-час гладкий до будь-яких малих масштабів, тому існують лінеаризовані випромінювання для хвиль будь-яких малих розмірів.
- Локальна симетрія Лоренца є точною симетрією флуктуацій поблизу квантового стану, яке відповідає простору Мінковського, для хвиль будь-яких малих розмірів.

Саме через це теорія гравітації у теорії струн повинна включати гравітони як кванти гравітаційного поля.
Квантування ЗТВ у ПКГ ж відбувалось без цих припущень, оскільки при квантуванні ЗТВ методами ПКГ інваріантність Лоренца не є симетрією стандартної ЗТВ, тобто, вона не може допускатися як точне квантування ЗТВ.
Наступна відмінність — тип калібрувального поля. У теорії струн калібрувальне поле є аналогічним полю Янга-Міллса. У петльовій квантовій гравітації калібрувальне поле — калібрування або всіх, або частини перетворень Лоренца.
І третя фундаментальна відмінність — існування струн на класичному фоні з уже існуючими полями, а кванти ПКГ — на фундаментальному просторі. Тобто, теорія гравітації у теорії струн не є незалежною від оточення.

## Петльова гравітація та фізика елементарних частинок
Одною з переваг петльової квантової теорії гравітації є природність, з якою в ній отримує своє пояснення Стандартна модель фізики елементарних частинок.
У своїй статті 2005 року, С. Більсон-Томпсон запропонував модель, в якій рішони Харарі (Harari) були перетворені в протяжні стрічковидні об'єкти, які називаються рібонами. Потенційно це могло б пояснити причини самоорганізації субкомпонентів елементарних частинок, які призводять до виникнення колірного заряду, в той час як в попередній преонній (рішонній) моделі базовими елементами були точкові частинки, а колірний заряд постулюється. Більсон-Томпсон називає свої протяжні рібони «гелоном», а модель — Гелоном. Дана модель призводить до інтерпретації електричного заряду як топологічної сутності, що виникає при перекрученні рібонів.
У другій статті, опублікованій Більсоном-Томпсоном у 2006 р. разом з Ф. Маркополу (Fotini Markopolou) і Л. Смоліним (Lee Smolin) припустили, що для будь-якої теорії квантової гравітації, що належить до класу петльової, в яких простір-час квантовано, порушення стану самого простору-часу може відігравати роль преонов, які призводять до виникнення стандартної моделі як емерджентної властивості теорії квантової гравітації.
Таким чином, Більсон-Томпсон зі співавторами припустили, що теорія петльової квантової гравітації може відтворити стандартну модель, автоматично об'єднуючи всі чотири фундаментальних взаємодії. При цьому за допомогою преонів, представлених у вигляді бредів (переплетень волокнистого простору-часу) вдалося побудувати успішну модель першого сімейства фундаментальних ферміонов (кварків і лептонів) з більш-менш правильним відтворенням їх зарядів і парності.
У вихідної статті Більсона-Томпсона передбачалося, що фундаментальні ферміони другої і третьої родин можуть бути представлені у вигляді складніших бредів, а ферміони першого сімейства представляються найпростішими з можливих бредів, хоча конкретних уявлень складних бредів не надавалося. Вважається, що електричний і колірний заряди, а також парності частинок, що належать до батьків більш високого рангу, повинні виходити точно таким же чином, як і для частинок першого сімейства.
Використання методів квантових обчислень дозволило показати, що такого роду частинки стійкі і не розпадаються під дією квантових флуктуацій.
Стрічкові структури в моделі Більсона-Томпсона представлені у вигляді сутностей, що складаються з тієї ж матерії, що і сам простір-час. Хоча в статтях Більсона-Томпсона і показано, як з цих структур можна отримати ферміони і бозони, питання про те, як за допомогою бредінга можна було б отримати бозон Хіггса, в них не обговорюється.
Л. Фрейдель (L. Freidel), Дж. Ковальський-Глікман (J. Kowalski-Glikman) і А. Стародубцев (A. Starodubtsev) в своїй статті 2006 року висловили припущення, що елементарні частинки можна представити за допомогою ліній Вільсона гравітаційного поля, припускаючи, що властивості частинок (їх маси, енергії і спини) можуть відповідати властивостям петель Вільсона — базовим об'єктам теорії петльової квантової гравітації. Цю роботу можна розглядати як додаткову теоретичну підтримку преонної моделі Більсона-Томпсона.
Використовуючи формалізм моделі спіновой піни, що має безпосереднє відношення до теорії петльової квантової гравітації, і базуючись лише на вихідних принципах останньої, можна також відтворити і деякі інші частинки стандартної моделі, такі як фотони, глюони і Гравітон — незалежно від схеми бредів Більсона-Томпсона для ферміонів. Однак, станом на 2006 рік, за допомогою цього формалізму поки не вдалося побудувати моделі Гелонів. У моделі Гелонів відсутні Бреди, які можна було б використовувати для побудови бозона Хіггса, але в принципі ця модель не заперечує можливості існування цього бозона у вигляді якоїсь композитної системи. Більсон-Томпсон зазначає, що, оскільки частинки з великими масами переважно мають складнішу внутрішню структуру (враховуючи також перекручення Бредом), то ця структура можливо має відношення до механізму формування маси. Наприклад, в моделі Більсона-Томпсона структура фотонів, що мають нульову масу, відповідає неперекрученим бредам. Щоправда, поки що залишається неясним, чи відповідає модель фотонів, отримана в рамках формалізму спінової піни, Фотон Більсона-Томпсона, який у моделі складається з трьох незакручених ріббонів, (можливо, що в рамках формалізму спінової піни можна побудувати декілька варіантів моделі фотонів).
Спочатку поняття «преон» використовувалося для позначення точкових субчастинок, що входять в структуру ферміонов. Як уже згадувалося, використання точкових частинок призводить до парадоксу маси. У моделі Більсона-Томпсона ріббони не є «класичними» точковими структурами. Більсон-Томпсон використовує термін «преон» для збереження класичності термінології, але позначає за допомогою цього терміна ширший клас об'єктів, що є компонентами структури кварків, лептонів і калібрувальних бозонів.
Важливим для розуміння підходу Більсона-Томпсона є те, що в його преонній моделі елементарні частинки, такі як електрон, описуються в термінах хвильових функцій. Сума квантових станів спінової піни, що мають когерентні фази, також описується в термінах хвильової функції. Тому можливо, що за допомогою формалізму спінової піни можна отримати хвильові функції, що відповідають елементарним частинкам (фотонів, електронів, глюонів). В наш час[коли?] об'єднання теорії елементарних частинок з теорією петльової квантової гравітації є досить активною областю досліджень.
У жовтні 2006 р. Більсон-Томпсон модифікували свою статтю, відзначаючи, що, хоча його модель і була інспірована преонними моделями, але вона не є преонною в строгому сенсі цього слова, тому топологічні діаграми з його преонної моделі найімовірніше можна використовувати і в інших фундаментальних теоріях, таких як, наприклад, М-теорія. Теоретичні обмеження, які накладаються на преонні моделі, у його моделі відсутні, оскільки в ній властивості елементарних частинок виникають не з властивостей субчастинок, а з зв'язків цих субчастинок одна з одною (бредів). У модифікованій версії його статті Більсон-Томпсон визнає, що невирішеними проблемами в його моделі залишаються спектр мас частинок, спіни, змішування Каббібо, а також необхідність прив'язки його моделі до фундаментальніших теорій. Однією з можливостей є, наприклад, «вбудовування» преонів у М-теорію або в теорію петльової квантової гравітації.
У пізнішому варіанті статті описується динаміка бредів за допомогою рухів Пахнера.